# Transsexualism
Transsexualismul (denumit și transsexualitate; utilizați și termenii umbrelă transgen sau trans) se caracterizează printr-o identificare puternică și persistentă cu celălalt gen. Persoanele în cauză simt că sunt victime ale unui accident biologic și sunt închise într-un corp care nu se potrivește identității lor de gen. Cei care manifestă această afecțiune poartă denumirea de transsexuali. Această percepție și convingere era considerată ca boală psihică, până în 2018, motiv pentru care s-a încadrat mult timp, din cauza unor erori de analiză induse de preconcepții culturale sau religioase, în lista tulburărilor psihice. Medicii specialiști dau diagnosticul de incongruență de gen unei persoane transsexuale. Incongruența de gen nu e sinonim cu disforia de gen. 

Există trei identități de gen: cisgen, transgen, non-binar. 
Identitatea de gen nu are legătură cu reproducerea sexuată. O persoană cisgen, transgen sau non-binară poate avea sau nu progenituri. Sexul reproducător nu necesită o identitate de gen specifică, în timp ce reproducerea necesită doar un singur act de copulare pentru a fertiliza ovulul prin spermatozoizi. Multe persoane transgen iși pot criogena spermatozoizii sau ovulele pentru crearea de progenituri ulterior în decursul vieții, dar cele mai multe fac progenituri înainte de tranziție.
```
Transsexualismul nu este genetic; ci mai degrabă are legătură cu anumiți hormoni prenatali
[
2
]
[
3
]
, din primele 3-6 săptămâni de sarcină, care influențează o zonă din hipotalamusul fătului, de către femela purtătoare.
[
4
]
[
5
]
 Apoi 
exprimarea de gen
 se manifestă după vârsta de 3 ani
[
6
]
[
7
]
. Animale etichetate ca 
transgen
 există și la animalele non-umane.
[
8
]
[
9
]
 
Disforia de gen
, care este pe grade și este considerată un efect nu o cauză, se tratează de psiholog și/sau de endocrinolog; nu de psihiatru. Transsexualismul nu este o boală mintală sau mentală.
[
10
]
[
11
]
 
Neunanim
 acceptat se consideră că cauzele țin de influențe psihologice, culturale, naturale, hormoni postnatali, factori prenatali sau o combinație. Însă majoritatea consideră că sunt numai factori psihologici sau culturali, ceea ce e fals d.p.d.v. ștințiific.
[
12
]
[
13
]
[
14
]
[
15
]
 
[
16
]
```

Transsexualismul nu are legătură cu persoanele care practică travesti (care e o exprimare de gen, nu o identitate de gen). Multe persoane născute transgen pot să se exprime ca gen (să se îmbrace, să se machieze, să se infățișeze, să se comporte, etc.) invers normelor culturale față de sexul atribuit la naștere; sau unii/unele conform cu sexul atribuit la naștere, conform normelor culturale și sociale implicite. Statistic dovedit, puține persoane transgen iși fac și schimbarea de sex, insă cele mai multe se exprimă ca gen.
Transsexualismul nu are legătură cu orientarea sexuală. Identitatea de gen, sexul, exprimarea de gen, practica sexuală, orientarea sexuală și romantică sunt distincte, bineînțeles cu diverse combinații între acestea la un individ.

## Definiție
Termenul de transsexualitate a intrat în uzanța profesioniștilor și a publicului în anii ’50, definind o persoană care prezintă anatomic un sex neconform cu identitatea personală și a rolului de gen asumat. Mai târziu profesioniștii au utilizat termenul de sindrom disforic de gen (en: Gender Dysphoria Syndrome) în încercarea de a defini prezența unei probleme de gen. În anii ’80, transsexualitatea este introdusă în DSM III (en: Diagnostical and Statistical Manual of Mental Disorders), elaborat de Asociația Psihiatrică Americană, iar în anii '90, odată cu apariția DSM IV este redefinită ca tulburare de identitate de gen (en: Gender Identity Disorder). DSM V a schimbat denumirea în incongruență de gen (en: Gender Incongruence), termenul de incongruență reflectând mai corect nucleul problemei persoanelor transsexuale.
Transsexualii sunt persoane transgen care trăiesc sau își doresc să trăiască permanent ca membri ai sexului opus celui biologic. Femeile biologice care își doresc să trăiască permanent ca bărbați și să fie considerate bărbați sunt numite transsexuali femeie-spre-bărbat (female-to-male; FTM transsexuals) sau bărbați transsexuali. Bărbații biologici care își doresc să trăiască permanent ca femei și să fie considerați femei sunt numiți transsexuali bărbat-spre-femeie (male-to female; MTF transsexuals) sau femei transsexuale. Transsexualii de obicei apelează la intervenții medicale precum administrarea de hormoni sau operații pentru a-și transforma corpul cât mai congruent posibil cu cel al genului preferat. Nu toate persoanele transsexuale apelează la intervenția chirurgicală de schimbare de sex.
Procesul de tranziție de la un gen la celălalt este numit corectare a sexului sau corectare a genului.
Tranziția de la un gen la altul e un proces complex. Persoanele care fac această tranziție încep, de obicei, prin a-și exprima genul lor psihologic în situații în care se simt în siguranță. În mod tipic, ei ajung treptat la a trăi integral ca membri ai genului lor psihologic, prin efectuarea treptată a mai multor schimbări. Tranziția de gen include, în mod tipic, adoptarea aspectului sexului implicit exprimarea de gen dorită. Fie prin schimbări în îmbrăcăminte și stil, adoptarea unui nume tipic pentru sexul dorit, schimbarea sexului desemnat în documentele de identitate, tratament cu hormonii sexului opus, modificare chirurgicală a caracteristicilor sexuale secundare pentru a se apropia de cele ale sexului dorit, și, la bărbații biologici, îndepărtarea părului facial prin electroliză sau tratamente cu laser. Găsirea unui profesionist calificat în sănătatea mintală care să ofere îndrumare și referințe către alți profesioniști ce ar putea ajuta este, în mod frecvent, un prim pas important în tranziția de gen. Stabilirea unor legături cu alte persoane transgender prin intermediul grupurilor de suport și a organizațiilor comunitare transgender este de asemenea de mare ajutor.

## Clasificare
Societatea americană de psihiatrie a revizuit Manualul de diagnostic și statistică al tulburărilor mintale (DSM) și nu mai cataloghează transsexualismul ca fiind o tulburare mintală. Organizația Mondială a Sănătății și-a actualizat, pentru prima oară în zeci de ani, lista cu boli psihice. Categorisirea revizuită a fost publicată în 2018, iar vestea legată de această modificare vine după ce un studiu publicat în The Lancet Psychiatry explică de ce transsexualismul nu ar trebui diagnosticat ca boală psihică.
Clasificarea Statistică Internațională a Bolilor și Problemelor de Sănătate ICD-10 clasifică transsexualismul cu codul F64.0 și descrie 3 criterii de diagnosticare:
- dorința de a trăi și a fi acceptat ca membru al sexului opus, de obicei acompaniată și de dorința de a-și face corpul cât mai congruent posibil cu cel al sexului preferat prin terapie hormonală și chirurgie;
- identitatea transsexuală a fost prezentă constant cel puțin 2 ani;
- tulburarea nu e un simptom al altei boli mintale sau a unei anormalități cromozomiale.

## Cauze
Frecvența transsexualității în populație este destul de mică, la băieți este de 1/400.000 de nou-născuți, iar la fete e de 1/1.000.000. Transexualitatea a fost grupată în trei categorii și șase grade.
Unele studii susțin că identitatea de gen se formează în primele 6 săptămâni de sarcină apoi exprimarea de gen se observă începând cu vârsta de 3 ani: cauzele țin de  anumiți hormoni prenatali, din primele 3-6 săptămâni de sarcină, care influențează o zonă din hipotalamusul fătului, de către femela purtătoare. Apoi exprimarea de gen se manifestă după vârsta de 3 ani. Animale etichetate ca transgen există și la animalele non-umane.

## Confuzia între identitatea de gen, sexul, orientarea sexuală, practica sexuală, exprimarea de gen și reproducerea sexuată.
Identitatea de gen, sexul, reproducerea sexuată, orientarea sexuală, practica sexuală și exprimarea de gen sunt distincte și există diverse combinații la o persoană.

### Identitate de gen
Există trei identități de gen: cisgen, transgen și non-binar.  
Ca exemplu pentru înțelegerea de către majoritate a diferenței dintre identitate de gen și orientare sexuală: dacă o persoană născută transgen cu sex anatomic bărbătesc și, bineînțeles, se identifică cu genul opus și are, dar nu obligatoriu, o exprimare de gen aferentă identității de gen simțite, este diagnosticată cu incongruență de gen însă poate (așadar nu toate/toți) avea atracție sexuală (orientare sexuală sau/și romantică) față de femei atunci după finalizarea tranziției această persoană va fi etichetată de societate ca femeie transgen lesbiană. Majoritatea consideră că toate persoanele născute transgen au o orientare non-heteronormativă; ceea ce e fals d.p.d.v. statistic. Așadar identitatea de gen nu are legătură cu orientarea sexuală și/sau romantică. 

### Orientare sexuală
Există patru orientări sexuale: asexualitate, bisexualitate, heterosexualitate, homosexualitate. 
În 2015 Centrul Național American pentru Egalitatea Persoanelor Transgen (American National Center for Transgender Equality) organizat un Studiu Național despre Discriminarea Persoanelor Transgen (National Transgender Discrimination Survey). Din cele 27,715 de persoane transgen și non-binare care au participat la studiu, 21% au spus că termenul "queer" le descrie cel mai bine orientarea sexuală, 18% au spus "pansexual", 16% au spus "gay, lesbiană, sau iubitor-al-aceluiași-gen", 15% au spus "heterosexual", 14% au spus "bisexual", iar 10% au spus "asexual". Și un studiu din 2019 al persoanelor trans și non-binare din Canada denumit Trans PULSE Canada a arătat că din cei 2,873 de participanți, cu referire la orientarea sexuală, 13% s-au identificat ca asexuali, 28% ca bisexuali, 13% ca gay, 15% ca lesbiene, 31% ca pansexuali, 8% ca heterosexuali, 4% ca two-spirit, și 9% ca nesiguri sau questioning.
Orientarea sexuală nu are legătură cu identitatea de gen a unei persoane. Sunt două concepte total diferite folosite în psihologie, psihiatrie, sexologie, sociologie, etc. 

### Exprimare de gen
Persoana născută cisgen (diferită de transgen sau non-binar) care practică travesti face o exprimare de gen a sexului opus, din diverse motive (culturale, revoltă, egalitate de gen, senzuale, sexuale, etc.); în unele culturi se mai numește joc sau roluri ce țin de stereotipurile despre gen; însă trebuie înțeleasă diferența între exprimarea de gen față de identitatea de gen sau persoanele născute transgen. Nu toate persoanele născute transgen fac și exprimarea de gen a genului aferent.
Exprimarea de gen nu are legătură cu identitatea de gen a unei persoane. Sunt două concepte total diferite folosite în psihologie, psihiatrie, sexologie, sociologie, etc.

### Practică sexuală
Practica sexuală ține de poziții, roluri, situații, obiceiuri, etc. care pot excita sau/și satisface sexual sau romantic o persoană indiferent de sex, identitate de gen, orientare sexuală, etc.; ca exemplu: BDSM (diferită de sadomasochism care e o parafilie) e o practică sexuală. Și bi-curiozitatea (diferită de bisexualitate) e considerată de unii doar o practică sexuală ocazională de satisfacere a nevoilor sexuale. Și practica de travesti (fără legătură cu transsexualismul sau transgen) poate fi considerată, în unele cazuri, o practică sexuală nu doar o exprimare de gen.

### Sex
În natură există patru categorii: hermafrodit, femeiesc, masculin, aleleic. 
Deși sexul anatomic nu are nicio legătură cu identitatea de gen trebuie înțeles faptul că organismele multor specii, nu la toate, sunt specializate în sex masculin și sex feminin, fiecare cunoscut sub numele de sex. Reproducerea sexuată implică combinarea și amestecarea trăsăturilor genetice: celulele specializate, cunoscute sub numele de gameți, se combină pentru a forma urmași care moștenesc trăsături de la fiecare părinte. Masculii produc gameți mici (spermatozoizi), în timp ce femelele produc gameți mari (ovule sau celule ou). Organismele individuale care produc gameți de sex masculin și feminin sunt denumite hermafrodite. Gametele poate fi identic ca formă și funcție (cunoscut sub numele de izogamie), dar, în multe cazuri, a evoluat o asimetrie, astfel încât există două tipuri diferite de gameți (heterogametele) cunoscut sub denumirea de anizogamie. Printre oameni și alte mamifere, bărbații au în mod obișnuit, dar nu toți, un cromozom X și un Y (XY), în timp ce femelele poartă de obicei, dar nu toate, doi cromozomi X (XX), care fac parte din sistemul XY. Alți oameni au o combinație la nivel genetic YY, XXY, XYY, XXXX, etc. Sau unele persoane au o parte din celulele corpului XX și cealaltă XY. Alte animale au diverse sisteme de determinare a sexului, cum ar fi sistemul ZW la păsări, sistemul X0 la insecte și alte sisteme diferite la reptile și crustacee. Ciupercile pot avea, de asemenea, sisteme de împerechere alelică mai complexe, cu sexele care nu sunt descrise cu exactitate ca mascul, femelă sau hermafrodit. În natură există patru categorii sexuale: feminin, hermafrodit, masculin și nedefinit.
Sexul anatomic nu are legătură cu identitatea de gen, orientarea sexuală sau exprimarea de gen. Identitatea de gen, sexul, reproducerea sexuată, orientarea sexuală, practica sexuală și exprimarea de gen sunt distincte și există diverse combinații la o persoană.

### Reproducere sexuată
Identitatea de gen nu are legătură cu reproducerea sexuată. O persoană cisgen, transgen sau non-binară poate avea sau nu progenituri. Sexul reproducător nu necesită o identitate specifică, în timp ce reproducerea necesită doar un singur act de copulare pentru a fertiliza ovulul prin spermatozoizi. Unele persoane transgen își criogenează gameții (spermatozoizi sau ovule) pentru crearea de progenituri ulterior în decursul vieții, dar cele mai multe persoane născute transgen, statistic, fac progenituri înainte de tranziție, altele nu doresc sau adoptă. 

## Demografie
Se estimează că în România sunt născute 120.000 (aproximativ 0,6%) de persoane transgen.
Se estimează că în lume, indiferent de cultură, sunt în jur de 0,5-3% persoane născute transgen sau non-binare.
Analiza alegătorilor pentru Alegerile membriilor Congresului SUA și a Președintelui SUA din 2020 comandată de Fox News și realizată în parteneriat cu Associated Press, oferă o privire cuprinzătoare asupra comportamentului, opiniilor și preferințelor de vot în timp ce America votează. Având mai mulți alegători decât oricând votând anticipat sau prin poștă, noua metodă depășește limitele voturilor la ieșirea de la urne ale alegătorilor și surprinde opiniile tuturor americanilor. Se bazează pe sondaje ale electoratului american efectuate de NORC din cadrul Universității din Chicago, cu rezultatele votului analizate de Associated Press. Pentru alegerile generale din 2020, rezultatele FNVA se bazează pe un eșantion de probabilitate de alegători înregistrați extrase din fișele electorale de stat, eșantioane de alegători înregistrați auto-identificați dintr-un comitet național bazat pe probabilități și eșantioane de alegători înregistrați auto-identificați din "opt-in" prin utilizarea de panouri digitale conectate online. Sondajul FNVA al electoratului american a fost realizat în toate cele 50 de state, 26 octombrie - 3 noiembrie 2020, încheiat la sfârșitul votului în ziua alegerilor.  Astfel s-a determinat că sunt 8% persoane LGBT (fără acronimul LGBTQIA+) iar 1% persoane auto-identificate ca transgen. 

## În România
Sorin Rațiu a devenit în anul 1995 ca prima persoană, născută transgen, cunoscută opiniei publice din România.
Legislația din România permite persoanelor diagnosticate cu incongruență de gen să aibă acces la tratament hormonal și posibilitatea, pe cale judecătorească, modificării primei cifre din codul numeric personal, sexului și a prenumelui. Însă doar 50 de persoane cetățeni români născuți transgen au reușit să obțină acestă modificare.
Curtea Europeană a Drepturilor Omului a decis, în 2020, că persoanele născute transgender din România nu au la dispoziție o procedură clară și eficientă pentru modificarea genului în actele de identitate, iar acest lucru constituie o violare a articolului 8 din Convenția Europeană pentru Drepturile Omului. 

## Legislație
În Australia părinții care nu afirmă confuzia de gen a copiilor ar putea fi închiși timp de 10 ani conform noii legi a statului australian.

## Terapia de conversie
Cea mai mare organizație de psihologi profesioniști din SUA s-a opus terapiei de conversie transgender într-o nouă declarație, spunând că practica pune „indivizii către un risc semnificativ de vătămare”. Într-o rezoluție, adoptată în 2021, APA afirmă că eforturile de schimbare a identității de gen (GICE) „provoacă daune prin consolidarea stigmatizării și a discriminării non-binare, anti-trans și de gen; și prin crearea unei presiuni sociale asupra unui individ pentru a se conforma unei identități și / sau a unei auto-prezentări care ar putea să nu fie în concordanță cu simțul lor de sine. ”

## Impactul persecutării asupra entităților statale
Trebuie specificat că mișcarea de eliberare a persoanelor LGBTQIA+ și câștigarea drepturilor rezervate nu este despre destrămarea sau eliminarea capitalismului sau a altor sisteme de guvernare precum celor liberare, autocratice, etc. ci despre eliminarea oricăror sisteme de guvernare sau entități statale care nu iau în considerare persoanele născute sau parte a comunității.
Numeroase state și imperii au implementat politici anti-LGBTI, contribuind astfel la marginalizarea și persecuția comunităților LGBTI. Printre exemplele istorice se numără Germania Nazistă, Imperiul Bizantin, Imperiul Papal, Imperiul Otoman, dar și Japonia Imperială prin aruncarea primei bombe atomice Little Boy din bombardierul Enola Gay, Regatul României condus de Carol II, din secolului trecut, Imperiul Austro-Ungar, URSS și legile coloniale britanice aplicate în colonii și alte state sau formațiuni. Impactul acestor politici asupra stabilității și fragmentării entităților statale rămâne un subiect de dezbatere în rândul istoricilor și este adesea insuficient explorat. Și in ziua de astăzi state precum Federația Rusă își persecută proprii cetățeni, dar și pe cei din alte state, născuți homosexuali sau intersex.